# Spathius vulnificus
Spathius vulnificus är en stekelart som beskrevs av Wilkinson 1931. Spathius vulnificus ingår i släktet Spathius och familjen bracksteklar. Inga underarter finns listade i Catalogue of Life.